# Calle Braga
La Calle Braga (en indonesio: Jalan Braga) es una pequeña calle en el centro de Bandung, en el país asiático de Indonesia, que se hizo famosa en la década de 1920 como una calle de paseo. Elegantes cafés, boutiques y restaurantes con ambiente europeo a lo largo de la calle habían hecho que la ciudad tomara el apodo de la "París de Java". La calle comienza en un cruce con la calle de Asia-Afrika (o De Groote Postweg durante la época colonial) hacia el norte hasta el consejo de la ciudad (balaikota), que antes era un almacén de café.